# نفتيوغانسك

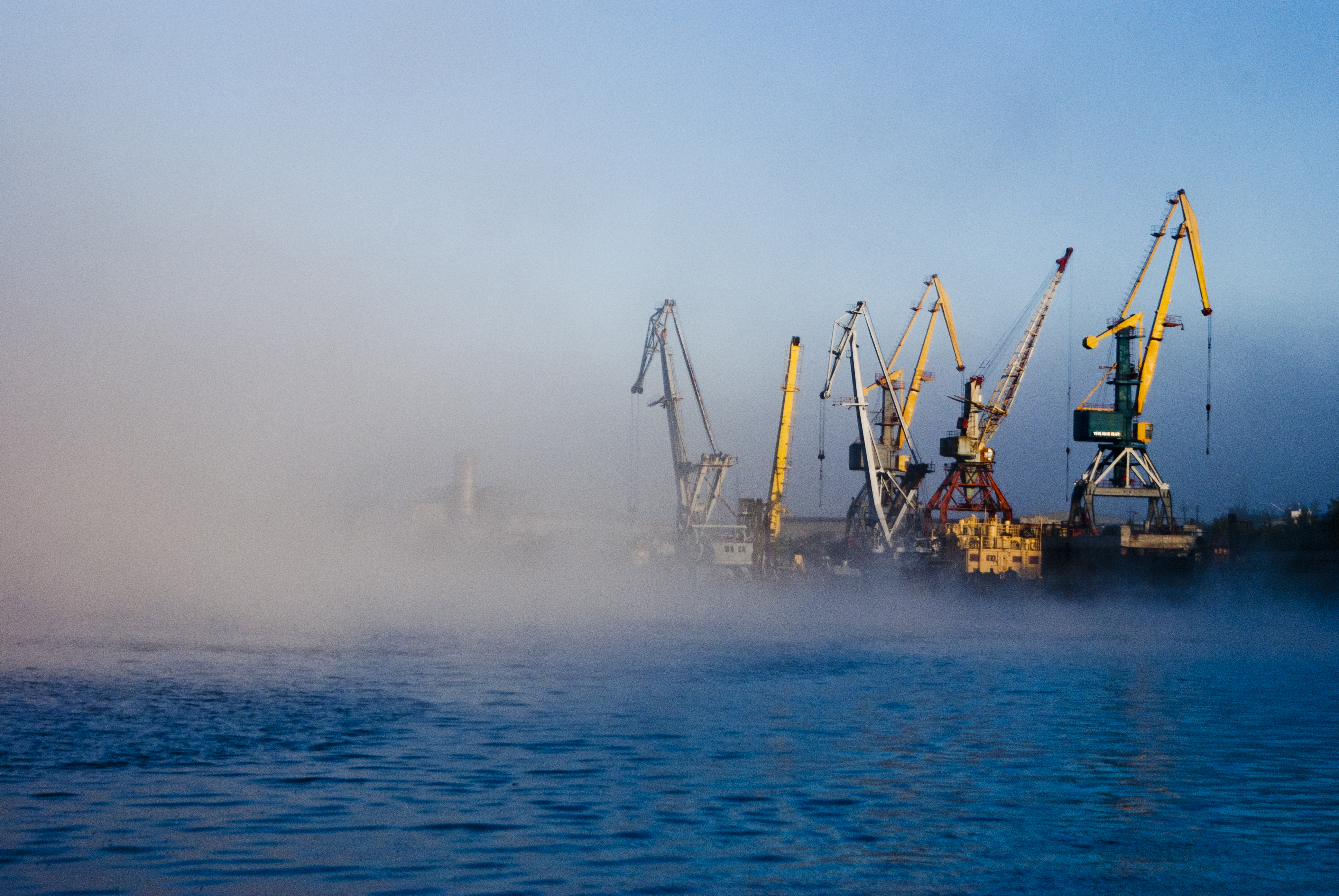

نفتيوغانسك (الروسية: Нефтеюганск) هي إحدى مدن روسيا في الكيان الفدرالي الروسي أوكروغ خانتي - مانسي الذاتية.

## المناخ
يظهر الجدول التالي التغييرات المناخية على مدار السنة لنفتيوغانسك:
| الشهر                             | يناير    | فبراير   | مارس    | أبريل   | مايو    | يونيو   | يوليو   | أغسطس   | سبتمبر  | أكتوبر  | نوفمبر   | ديسمبر   | المعدل السنوي |
| --------------------------------- | -------- | -------- | ------- | ------- | ------- | ------- | ------- | ------- | ------- | ------- | -------- | -------- | ------------- |
| متوسط درجة الحرارة الكبرى °م (°ف) | −18 (0)  | −15 (5)  | −6 (21) | 1 (34)  | 10 (50) | 18 (64) | 22 (72) | 18 (64) | 10 (50) | 2 (36)  | −10 (14) | −15 (5)  | 1 (35)        |
| متوسط درجة الحرارة الصغرى °م (°ف) | −23 (−9) | −21 (−6) | −14 (7) | −7 (19) | 2 (36)  | 10 (50) | 14 (57) | 11 (52) | 5 (41)  | −2 (28) | −14 (7)  | −20 (−4) | −5 (23)       |
| المصدر: MSN Weather               |          |          |         |         |         |         |         |         |         |         |          |          |               |

## أعلام
- إيفان كنيازيف